# 夏幼南
夏幼南（1965年—）是一位美国华人化学家、材料学家和生物工程师。

## 生平
1965年出生于江苏省靖江市，1982年毕业于江苏省靖江高级中学，1987年获得中国科学技术大学学士学位，1991年赴美留学，1993年获得宾夕法尼亚大学硕士学位，1996年获得哈佛大学博士学位，师从美国化学家喬治·麥克利蘭·懷特塞茲。1997年加入华盛顿大学担任助理教授，2002年升任副教授，2004年升任教授。2007年担任圣路易斯华盛顿大学教授，2012年担任佐治亚理工学院教授。

## 荣誉
- 2000年获得斯隆奖
- 2009年获得材料研究学会会士
- 2011年获得美国医学与生物工程院会士
- 2014年获得美国化学学会会士